# Вечера на хуторе близ Диканьки
«Вечера́ на ху́торе близ Дика́ньки» (рус. дореф. «Вечера на хуторѣ близъ Диканьки») — первая книга Николая Васильевича Гоголя (исключая поэму «Ганц Кюхельгартен», напечатанную под псевдонимом). Состоит из двух томов. Первый вышел в 1831, второй — в 1832 году. Рассказы «Вечеров» Гоголь писал в 1829—1832 годах. По сюжету рассказы книги якобы собрал и издал «пасичник Рудый Панько».

## Структура произведения
В книге Гоголь рисует Украину как «нацию … объединенную органичной культурой, исторической памятью и языком». Диканька — посёлок в Полтавской области. Действие произведения свободно переносится из XIX века («Сорочинская ярмарка») в XVII («Вечер накануне Ивана Купала»), затем в XVIII («Майская ночь, или Утопленница», «Пропавшая грамота», «Ночь перед Рождеством»), после вновь в XVII («Страшная месть»), а потом опять в XIX («Иван Фёдорович Шпонька и его тётушка»). Окольцовывают обе книги рассказы деда дьяка Фомы Григорьевича — лихого запорожца, который своей жизнью как бы соединяет прошлое и настоящее, быль и небыль. Течение времени не разрывается на страницах произведения, пребывая в некой духовной и исторической слитности.
Часть первая
1. Сорочинская ярмарка
2. Вечер накануне Ивана Купала
3. Майская ночь, или Утопленница
4. Пропавшая грамота

Часть вторая
1. Ночь перед Рождеством
2. Страшная месть
3. Иван Фёдорович Шпонька и его тётушка
4. Заколдованное место

## Отзывы
Отзыв А. С. Пушкина: «Сейчас прочёл Вечера близ Диканьки. Они изумили меня. Вот настоящая весёлость, искренняя, непринуждённая, без жеманства, без чопорности. А местами какая поэзия!.. Всё это так необыкновенно в нашей нынешней литературе, что я доселе не образумился…».
Поэт Евгений Баратынский, получив от 22-летнего Гоголя экземпляр повестей «Вечера на хуторе близ Диканьки» с автографом, написал в апреле 1832 года в Москву литератору Ивану Киреевскому: «Я очень благодарен Яновскому за подарок. Я очень бы желал с ним познакомиться. Ещё не было у нас автора с такою весёлою весёлостью, у нас на севере она великая редкость. Яновский — человек с решительным талантом. Слог его жив, оригинален, исполнен красок и часто вкуса. Во многих местах в нём виден наблюдатель, и в повести своей „Страшная месть“ он не однажды был поэтом. Нашего полку прибыло: это заключение немножко нескромно, но оно хорошо выражает моё чувство к Яновскому».
Составляя в 1842 году первое собрание собственных сочинений, Гоголь написал для него предисловие. В нём он так отозвался о «Вечерах на хуторе близ Диканьки»:

Всю первую часть следовало бы исключить вовсе: это первоначальные ученические опыты, недостойные строго внимания читателя; но при них чувствовались первые сладкие минуты молодого вдохновения, и мне стало жалко исключать их, как жалко исторгнуть из памяти первые игры невозвратной юности.

В. Г. Белинский: «Г-н Гоголь, так мило прикинувшийся Пасичником, принадлежит к числу необыкновенных талантов. Кому неизвестны его „Вечера на хуторе близ Диканьки“? Сколько в них остроумия, весёлости, поэзии и народности! Дай бог, чтобы он вполне оправдал поданные им о себе надежды!..»

## Экранизации
- 1912 год — фильм Владислава Старевича «Страшная месть». Не сохранился.
- 1913 год — немое кино режиссёра Владислава Старевича «Ночь перед Рождеством». Сам фильм есть в Википедии.
- 1938 год — фильм Николая Экка «Сорочинская ярмарка».
- 1940 год — фильм Николая Садковича «Майская ночь».
- 1944 год — фильм-опера «Черевички», экранизация одноимённой оперы П. И. Чайковского.
- 1945 год — мультфильм Валентины и Зинаиды Брумберг «Пропавшая грамота».
- 1951 год — мультфильм Валентины и Зинаиды Брумберг «Ночь перед Рождеством».
- 1952 год — фильм Александра Роу «Майская ночь, или Утопленница».
- 1961 год — фильм Александра Роу «Вечера на хуторе близ Диканьки».
- 1968 год — фильм Юрия Ильенко «Вечер накануне Ивана Купалы». Версия на Ютубе.
- 1972 год — фильм Бориса Ивченко «Пропавшая грамота».
- 1977 год — мультфильм Евгения Сивоконя «Приключения кузнеца Вакулы» по повести «Ночь перед Рождеством» текст читает Аркадий Евгеньевич Гашинский.
- 1979 год — мультфильм «Цветок папоротника» Аллы Грачёвой по повести «Вечер накануне Ивана Купалы».
- 1983 год — фильм-фантазия режиссёра Юрия Ткаченко «Вечера на хуторе близ Диканьки».
- 1988 год — мультфильм Михаила Титова «Страшная месть».
- 2001 год — кинокомедия-мюзикл Семёна Горова «Вечера на хуторе близ Диканьки».
- 2004 год — кинокомедия-мюзикл Семёна Горова «Сорочинская ярмарка».
- 2017 год — фильм «Гоголь. Начало»
- 2018 год — фильмы «Страшная месть» и «Вий»
- 2019 год — телесериал «Гоголь»